# Superuporabnik
Superuporabnik (angleški strokovni izraz je root - sistemski skrbrnik) je uporabnik, ki ima na GNU/Linux in tudi Unixu in njemu podobnih operacijskih sistemih, vse pravice in lahko dostopa do vseh programov, orodij, servisov, le te lahko ureja, itd in ima tako popoln nadzor nad operacijskim sistemom. V nekaterih drugih sistemih se ta uporabnik imenuje administrator. Navadni uporabniki normalno nimajo pravic do uporabe programov in orodij, ki urejajo sistemske nastavitve, navadno so to programi, ki se nahajajo v vseh imenikih sbin (Superuser BINaries). Tako navadno normalni uporabniki nimajo pravic, da ugasnejo ali ponovno zaženejo računalnik in na sistemu karkoli nastavljajo, kar bi lahko opazili tudi drugi uporabniki.